# Dolichognatha albida
Dolichognatha albida là một loài nhện trong họ Tetragnathidae.
Loài này thuộc chi Dolichognatha. Dolichognatha albida được Eugène Simon miêu tả năm 1895.